# Бзіюцька битва
Бзіюцька битва (адиг. Бзыикъо зау; кабард. Бзыикъуэ зауэ
) — військова битва між селянами Шапсузького племені проти їх покріпачення князями Шеретлуковими.
Битва мала місце 29 червня 1796 р. у долині річки Бзіюк (Черкесія), у сухий балці, котра починається вище сучасної станиці Новодмитріївської, на галявині Неджид (Негід).
Спочатку вигнані шапсузькими селянами шапсуги князі Шеретлукови знайшли заступництво у бжедузьких князів і двор'ян.
На початку битви перемога схилялася на сторону Шапсузьких селян. Проте після того, як у хід битви втрутився із засідки загін чорноморських козаків з артилерією, перемога опинилася у руках князів.
Незважаючи на те, що військова битва селянами була програна, моральна перемога виявилася за ними, так як дворяни зганьбили себе запрошенням третьої сили для участі на їх стороні. Плани встановлення кріпацтва у Шапсузії були зірвані.
Російські погляди на події, котрі передували цій битві, на сам хід битви, на її трагічні наслідки докладно описав Василь Олександрович Потто у першому томі «Від найдавніших часів до Єрмолова» свого п'ятитомнику "Кавказька війна".

## У культурі
Бзіюцька битва знайшла численне віддзеркалення у піснях, літературних творах та іншому.
У середині грудня 2011 року, у Національному театрі Республіки Адигея поставлена національна опера А. Нехая «Гуркіт далекого грому» за мотивами однойменного роману  Ісхака Машбаша. Опера була написана наприкінці 1980-х років..